# 洗者若翰 (多那太罗,威尼斯)
《洗者若翰》是佛罗伦萨早期文艺复兴时期雕塑家多纳泰罗的一件祭坛木雕，雕刻于1438 年，位于意大利威尼斯圣保罗区的 Friari广场（Campo del Friari ）的圣方济会荣耀圣母圣殿，至今仍位于该教堂内。目前位于耳堂右侧，佛罗伦萨社区小堂的祭坛。   
在这幅作品中，圣人身着动物毛皮，披着金色斗篷。右手伸出一个展开的卷轴，上面写着“ECCE AGNUS DEI”（看上帝的羔羊）。 